# 市原村清兵衛
市原村 清兵衛（いちはらむら せいべえ、生没年不詳）は、江戸時代後期の農民、義民。

## 経歴・人物
丹波国篠山藩領多紀郡市原村の貧農。池田・伊丹への酒造出稼ぎ制限の撤廃を求め、寛政12年（1800年）に子の佐七とともに江戸の篠山藩主青山忠裕に直訴。父子は10年余投獄されたが、酒造出稼ぎは享和2年（1802年）自由となった。文化8年（1811年）出獄後、同10年（1813年）に目安箱へ訴状を入れたことにより国払いとなり、伊丹に移住した。丹波の杜氏の恩人として崇められている。